# Визовые требования для граждан Казахстана

Обложка биометрического казахстанского паспорта

Визовые требования для граждан Казахстана являются административными ограничениями на въезд со стороны властей других государств, налагаемых на граждан Казахстана. По состоянию на 9 апреля 2025 года казахстанские граждане имели безвизовый режим или визу по прибытии в 80 стран и территорий, что делает казахстанский паспорт 63-м по свободе передвижения в соответствии с индексом паспортов Хенли. 

## Карта визовых требований

Визовые требования для граждан Казахстана:
Казахстан
Пребывание без ограничений
Безвизовый режим
Виза по прибытии
Электронная виза
Виза доступна как в электронном виде, так и по прибытии
Визовый режим

## Изменения
Визовые требования для граждан Казахстана были отменены  Турцией (2 апреля 1992 года), Монголией (2 января 1995 года), Барбадосом (21 сентября 1995 года), Албанией (29 июня 1998 года), Самоа (15 декабря 1998 года), Эквадором (15 Июль 1999 года), острова Кука (4 февраля 2002 года), Антигуа и Барбуда (17 февраля 2002 года), Гаити (14 февраля 2004 года), Филиппинами (15 апреля 2014 года),  Доминикой (13 мая 2004 года), Намибией (2 августа 2005 года). ), Ниуэ (11 февраля 2007 г.), Сент-Винсент и Гренадинами (5 марта 2007 г.), Сербией (28 мая 2012 г.), Гонконгом (26 июля 2012 г.), Колумбией (2014 г.), Аргентиной (1 ноября 2014 г.), Южной Кореей ( 29 ноября 2014 г.), Индонезией (сентябрь 2015 г.), Бразилией (6 сентября 2016 г.), Коста-Рикой (декабрь 2016 г.) , Объединенными Арабскими Эмиратами (10 марта 2018 г.), Китаем (18 мая 2023 г.) и Таиландом (1 июня 2024). 
Визы по прибытии были введены Камбоджа (15 ноября 1995 года), Палау (2 июля 1996 года), Кабо-Верде (27 марта 1998 года), Лаос (1 июля 1998 года), Ливан (4 марта 1999 года), Кения (15 марта 1999 года), Боливия ( 30 июня 1999 года), Иордания (19 июля 2000 года), Никарагуа (23 августа 2000 года), Бангладеш (19 марта 2001 года), Коморские острова (1 июля 2001 года), Ямайка (14 марта 2002 года), Макао (11 мая 2002 года), Уганда (9 ноября) 2002), Замбия (15 января 2003 года), Непал (16 февраля 2003 года), Мадагаскар (28 сентября 2003 года), Маврикий (19 января 2004 года), Тувалу (15 октября 2006 года), Мозамбик (1 сентября 2008 года), Катар (22 июня 2017 года) ), Руанда (1 января 2018 года) и Саудовская Аравия (27 сентября 2019 года). 
Введены электронные визы для граждан Казахстана: Австралия (электронная гостевая виза с ноября 2013 года), Лесото (1 мая 2017 года), Джибути (18 февраля 2018 года), Индия (5 марта 2018 года), Эфиопия (1 июня 2018 года) и Саудовская Аравия (27 сентября 2019 года). 
Следующие страны восстановили визовые требования для граждан Казахстана: Эстония (1 июля 1992 года),  Латвия (1993 год), Литва (1 ноября 1993 года),  Словакия (6 мая 1994 года),  Венгрия (6 ноября 1996 года). ),  Болгария (1 января 1999 года),  Туркменистан (19 июня 1999 года), Румыния (1 июля 2000 года),  Чешская Республика (22 октября 2000 года)  и Польша (12 января 2001 года).